# Американский национальный университет
Американский национальный университет (англ. American National University, сокр. ANU) — американский частный коммерческий университет с дистантным обучением и кампусами в штатах Индиана, Кентукки, Огайо, Теннесси, Виргиния и Западная Виргиния.

## История и деятельность
Университет основан в 1886 году как бизнес-школа в Роаноке (штат Виргиния), группой педагогов и бизнесменов штата, видевших необходимость в высшем учебном заведении, ориентированном на профессиональную подготовку для удовлетворения потребностей в рабочей силе на юго-востоке Соединенных Штатов. Позже он расширился до национального учебного заведения, получил название Национальный колледж бизнеса (National Business College) и построил несколько кампусов.
В настоящее время Американский национальный университет, предлагающий более 45 академических программ, имеет кампусы в 30 городах шести штатов, указанных выше. Университет предлагает степени магистра, бакалавра, младшего специалиста, а также дипломные программы, программы сертификации, профессиональную подготовку и сертификацию. Он аккредитован Комиссией по аккредитации дистанционного образования.
Президентом университета является Фрэнк Лонгейкер (Frank Longaker).